# Coppa dell'Imperatore 2014 (pallavolo)
La Coppa dell'Imperatore 2014 si è svolta dal 10 al 14 dicembre 2014: al torneo hanno partecipato 24 squadre di club giapponesi e la vittoria finale è andata per la seconda volta ai JT Thunders.

## Regolamento
La competizione prevede che vi prendano parte 24 squadre, che si affrontano in gara secca per tutto il corso del torneo, dal primo turno alla finale. I club provenienti dalla V.Premier League scendono in campo solo da secondo turno.

## Partecipanti
| - Chukyo Daigaku - Chūō Daigaku - Daido Steel Red Star - Ehime Daigaku - FC Tokyo - Higashi Fukuoka Jikyōkan - JT Thunders - JTEKT Stings | - Kinki Daigaku - Kōnan Daigaku - Matsumoto Kokusai - Nippon Taiiku Daigaku - Oita Weisse Adler - Panasonic Panthers - Ryukoku Daigaku - Sakai Blazers | - Sendai Daigaku - Suntory Sunbirds - Tōa Daigaku - Tōkaidaigaku Fuzoku - Tōkai Daigaku - Toray Arrows - Toyoda Trefuerza - Tsukuba SunGAIA |

## Torneo

### Primo turno
| 10 dicembre 2014 Tokyo Metropolitan Gymnasium, Tokyo Durata: ? - Spettatori: ? | Tsukuba SunGAIA       | 3 - 0 | Sendai Daigaku           | 25-13, 25-21, 25-21               |
| 10 dicembre 2014 Tokyo Metropolitan Gymnasium, Tokyo Durata: ? - Spettatori: ? | Kōnan Daigaku         | 3 - 2 | Tōa Daigaku              | 26-24, 25-22, 23-25, 20-25, 15-8  |
| 10 dicembre 2014 Tokyo Metropolitan Gymnasium, Tokyo Durata: ? - Spettatori: ? | Tōkaidaigaku Fuzoku   | 0 - 3 | Chūō Daigaku             | 25-27, 23-25, 23-25               |
| 10 dicembre 2014 Tokyo Metropolitan Gymnasium, Tokyo Durata: ? - Spettatori: ? | Matsumoto Kokusai     | 3 - 0 | Ehime Daigaku            | 25-20, 25-12, 25-13               |
| 10 dicembre 2014 Tokyo Metropolitan Gymnasium, Tokyo Durata: ? - Spettatori: ? | Chukyo Daigaku        | 2 - 3 | Higashi Fukuoka Jikyōkan | 27-25, 23-25, 25-23, 22-25, 15-17 |
| 10 dicembre 2014 Tokyo Metropolitan Gymnasium, Tokyo Durata: ? - Spettatori: ? | Nippon Taiiku Daigaku | 3 - 0 | Ryukoku Daigaku          | 25-16, 25-17, 25-22               |
| 10 dicembre 2014 Tokyo Metropolitan Gymnasium, Tokyo Durata: ? - Spettatori: ? | Oita Weisse Adler     | 3 - 0 | Kinki Daigaku            | 26-24, 25-22, 25-21               |
| 10 dicembre 2014 Tokyo Metropolitan Gymnasium, Tokyo Durata: ? - Spettatori: ? | Tōkai Daigaku         | 3 - 1 | Daido Steel Red Star     | 25-20, 25-23, 21-25, 25-16        |

### Secondo turno
| 11 dicembre 2014 Tokyo Metropolitan Gymnasium, Tokyo Durata: ? - Spettatori: ? | Panasonic Panthers | 3 - 1 | Tsukuba SunGAIA          | 25-15, 25-20, 15-25, 25-18 |
| 11 dicembre 2014 Tokyo Metropolitan Gymnasium, Tokyo Durata: ? - Spettatori: ? | JTEKT Stings       | 3 - 0 | Kōnan Daigaku            | 25-19, 25-12, 25-19        |
| 11 dicembre 2014 Tokyo Metropolitan Gymnasium, Tokyo Durata: ? - Spettatori: ? | Toyoda Trefuerza   | 3 - 0 | Chūō Daigaku             | 25-21, 25-17, 26-24        |
| 11 dicembre 2014 Tokyo Metropolitan Gymnasium, Tokyo Durata: ? - Spettatori: ? | Toray Arrows       | 3 - 0 | Matsumoto Kokusai        | 25-16, 26-24, 25-21        |
| 11 dicembre 2014 Tokyo Metropolitan Gymnasium, Tokyo Durata: ? - Spettatori: ? | Sakai Blazers      | 3 - 1 | Higashi Fukuoka Jikyōkan | 25-17, 25-20, 23-25, 25-20 |
| 11 dicembre 2014 Tokyo Metropolitan Gymnasium, Tokyo Durata: ? - Spettatori: ? | Suntory Sunbirds   | 3 - 1 | Nippon Taiiku Daigaku    | 25-22, 21-25, 25-16, 26-24 |
| 11 dicembre 2014 Tokyo Metropolitan Gymnasium, Tokyo Durata: ? - Spettatori: ? | FC Tokyo           | 3 - 1 | Oita Weisse Adler        | 25-22, 19-25, 33-31, 25-18 |
| 11 dicembre 2014 Tokyo Metropolitan Gymnasium, Tokyo Durata: ? - Spettatori: ? | JT Thunders        | 3 - 0 | Tōkai Daigaku            | 25-14, 25-17, 25-23        |

### Quarti di finale
| 12 dicembre 2014 Tokyo Metropolitan Gymnasium, Tokyo Durata: ? - Spettatori: ? | Panasonic Panthers | 3 - 0 | JTEKT Stings     | 25-17, 25-21, 25-16               |
| 12 dicembre 2014 Tokyo Metropolitan Gymnasium, Tokyo Durata: ? - Spettatori: ? | Toyoda Trefuerza   | 3 - 0 | Toray Arrows     | 25-0, 25-0, 25-0                  |
| 12 dicembre 2014 Tokyo Metropolitan Gymnasium, Tokyo Durata: ? - Spettatori: ? | Sakai Blazers      | 3 - 2 | Suntory Sunbirds | 25-20, 15-25, 26-24, 15-25, 15-13 |
| 12 dicembre 2014 Tokyo Metropolitan Gymnasium, Tokyo Durata: ? - Spettatori: ? | FC Tokyo           | 0 - 3 | JT Thunders      | 21-25, 21-25, 22-25               |

### Semifinali
| 13 dicembre 2014 Tokyo Metropolitan Gymnasium, Tokyo Durata: ? - Spettatori: ? | Panasonic Panthers | 3 - 0 | Toyoda Trefuerza | 27-25, 25-23, 25-21        |
| 13 dicembre 2014 Tokyo Metropolitan Gymnasium, Tokyo Durata: ? - Spettatori: ? | Sakai Blazers      | 1 - 3 | JT Thunders      | 22-25, 25-23, 19-25, 20-25 |

### Finale
| 14 dicembre 2014 Tokyo Metropolitan Gymnasium, Tokyo Durata: ? - Spettatori: ? | Panasonic Panthers | 0 - 3 | JT Thunders | 22-25, 16-25, 18-25 |